# 像檐桁
像檐桁，為南北朝時期鄧至首領之一。

## 生平
因外族入侵，部族滅亡。公元554年，像檐桁投奔西魏。西魏末年，平邓至羌，改立宁州，后改邓州。